# Mauvais Œil (album)
Pour les articles homonymes, voir Mauvais œil.
Albums de Lunatic
Cut Killer Spécial Lunatic
(1995) Black Album
(2006)
Albums par Ali
Chaos & Harmonie
(2005)
Albums par Booba
Temps mort
(2002)
Singles
1. Civilisé
Sortie : 1999
2. Si tu kiffes pas / Le Son qui met la pression[3]
Sortie : 2000
3. La Lettre
Sortie : 2000
4. Pas l'temps pour les regrets
Sortie : 2001
5. B.O. (Banlieue ouest)
Sortie : 2001

Mauvais Œil est le premier album studio du groupe de rap français Lunatic, sorti le 25 octobre 2000 sur le label indépendant 45 Scientific. L'album est disque d'or avec plus de 180 000 exemplaires vendus à ce jour. Il existe également une version de l'album rééditée avec un DVD et deux nouveaux morceaux, Civilisé (version originale) et B.O. (Banlieue Ouest). Le remix de Civilisé (spécialement créé pour l'album lors de sa sortie) est cependant absent de la réédition.
L'album se distingue par ses productions aux ambiances ténébreuses, inspirés par les différents travaux du producteur New-yorkais Havoc, en particulier sur l'album Hell on Earth de Mobb Deep.

## Avant l'album
C'est en l'espace de deux morceaux (Le crime paie en 1996 et Les vrais savent en 1997) ainsi qu'une poignée de freestyles au sein du collectif Time Bomb, que les rappeurs Booba et Ali ont construit leurs légendes. Cet album est souvent considéré comme très proche des albums The Infamous et Hell on Earth du groupe de rap américain Mobb Deep de par les sonorités très sombres et désespérées de l'ensemble et les sujets abordés (la prison, le trafic de drogue, le questionnement sur le sens de la vie, la justice, etc.).

## Critiques
Cette section est promotionnelle ou publicitaire (décembre 2020). Considérez son contenu avec précaution et/ou discutez-en.
L'album est acclamé par la critique dès sa sortie. Pour dymE du site krinein: « Ce qui fait de Mauvais Oeil un classique, c'est tout d'abord son style. Mêlant le hardcore d'un Booba énervé et revenant de prison avec la conscience, le mysticisme et la sagesse d'Ali, l'album parvient à créer une dualité finement réfléchie et collant parfaitement, sur des productions du 45 scientific décidément sombres, étouffantes et variées; ce qui rend chaque son reconnaissable, avec sa propre atmosphère. ». Il attribua un 9/10 à l'album, estimant que l'album retranscrit: « la réalité de manière dure et consciente, prenant, sombre et addictif ». Pour Le monde d'Olive, « Mauvais Oeil est à ce jour l'un des plus beaux bras d'honneur à l'industrie du disque et aux programmateurs de radio trop frileux. ». Le site cosmichiphop.com estime que « On a bien sûr envie de citer toutes les balles artisanales de cet enfant des caves, mais on devrait alors faire un livret de famille à 14 pages, pour quatorze titres déjà ultimes, inclassables insurpassables. La peur d'être déçu est explosée par la peur de ne plus retrouver un tel album dans nos contrées avant très longtemps. ». Kaiserben se veut cependant plus mitigé: « leurs textes (de Booba et Ali) prônent la haine et le mépris de toutes formes d’institutions, et cela avec une rage et une vulgarité que je jugerais primaires, car étant donné le manque de recul et le trop grand manichéisme des propos, ils ne sont pas constructifs et ne peuvent pas être pris au sérieux et faire avancer le schmilblick. ».
Si la performance de Booba est unanimement acclamée par la critique (David des sites Le Rap en France et Hush Hush Yo ! parle d'une « surpuissance technique et verbale »,), celle d'Ali est vue d'une manière plus mitigée. codotusylv du site fakeforreal.net est très critique sur la prestation du rappeur isséen: « Moins charismatique, moins distinctif, cantonné au registre du chialeur des cités, Ali fait en effet figure de faire-valoir sur ce seul album officiel de Lunatic. Plus politique, plus prêcheur que Booba, moins intime, égotiste et viscéral, il n'a pas la même force. ».
Dans sa chronique, l'abcdr du son se veut plus nuancé: « Ali ne fait que combler les silences de Booba. Ou, plutôt, remplit avec brio ce rôle ingrat. Car comment expliquer autrement la qualité constante de tous les titres, sans une baisse d’intensité ? C’est donc finalement une prouesse qu’opère Ali : servir de faire-valoir et non de moitié boiteuse. ». Par la suite, le même auteur reviendra sur ses réserves initiales à propos d'Ali:  « En 2000, j’écrivais un article à propos de Mauvais œil. Un rappeur dans chaque écouteur, celui de droite parlait trop fort. Ébloui, j’évoquais la forte présence de Booba, et la magnifique absence d’Ali. Vingt ans plus tard, je dois admettre que j’étais passé à côté de l’essentiel. Aveuglé, je n’avais rien compris. Alors, je présente mes excuses à Ali et à Booba. Car, avec cet album, ils ont accompli ce qu’aucun autre duo n’a jamais réussi à faire (...) Booba et Ali, eux, n’étaient pas complémentaires. Leurs carrières respectives l’ont démontré, tout les opposait. Rétrospectivement, Ali et Booba n’avaient rien à faire ensemble. Lunatic était un groupe schizophrène. Et Mauvais œil l’écrin qui accueillit cette chose si rare : la possibilité du dialogue, malgré les différences d’opinion. ».
David se veut beaucoup plus positif: « Au contraire, (Ali) donne au disque toute sa grandeur.(...) Ali est l’un des rares MC à ne pas faire briller Booba pour cause d’inconsistance. (...) Plus largement, l’ourson du 92 ne se situerait pas à un tel niveau sans le formidable contrepoids offert par son acolyte. »,. Les textes d'Ali recevront de meilleures critiques. Pour David, les textes du rappeur d'Issy-les-Moulineaux contient des « idées mûrement réfléchies ».
Les productions ont globalement reçu un accueil majoritairement positif. Les critiques ont pour la plupart estimé que les instrumentaux « hypnotiques, sombres et/ou opprésants » (pour Olive) sont un plus pour l'album. L'abcdr du son estime que ces productions contribuent à l'unicité de l'album: « Six producteurs mais un seul son, oppressant de bout en bout. (...) A la fois sourd et strident, simpliste et envahissant, nostalgique et combatif, Mauvais œil est un bloc. ». David quant à lui parle d'un « pavé froid et homogène ». codotusylv est moins enthousiaste: « Même s'ils sont parfois plus soignés que la moyenne des beats de hip-hop français, ceux-là (les productions) ont pour seul but d'installer les ambiances lourdes et poisseuses de circonstance. Ils sont là, sans surcroit de sophistication, pour accentuer les paroles par un brin d'emphase. ».
Enfin, les textes de l'album ont reçu un accueil unanime ainsi que des analyses variables. Pour le site cosmichiphop.com: « Lyricalement, aucune baisse de régime, la rigueur est incroyable, les concessions inexistantes (pas de refrains chantés ou faciles, pas de thèmes plus légers, pas de featurings a 5000 francs la minute), les formules abondent et sont déjà légendaires ("je suis pas né dans le ghetto /je suis né a l'hosto") ». Olive parle quant à lui des « rimes et des phrases cultes », citant notamment "Putain quelle rime de bâtard" (épiphrase de Booba qui était un clash envers Fabe). Le morceau La Lettre a quant à lui reçu une attention particulière. Cosmichiphop.com parle d'un « déchirage live où Booba atteint la stratosphère du récit.(...) Pour citer un confrère, ce morceau ne se raconte pas, il se vit. Impossible de décrire ce largage lyrical hors normes sans oublier d'en faire passer la vibration qui braque nos vertèbres. En connaissance de causes on ne s'attardera pas sur ce haut fait faute d'expérience mais une chose est sûre, raconter la zonz' après ça, c'est se risquer à visiter l'étang en plein été: crâmage assuré. ». David, quant à lui, estime que le couplet du rappeur boulonnais est « monstrueux », tout en affirmant que celui d'Ali est une « impeccable introduction ». Dans une interview de Benjamin Biolay publiée le 13 avril 2017, ce dernier affirme que le morceau La Lettre (présent sur l'album Mauvais Œil de Lunatic) lui donnait l'impression "de lire Dostoievski en prison".

## Postérité
Ce disque est le point de départ du label 45 Scientific, fondé par Lunatic, Geraldo et le journaliste Jean-Pierre Seck avec le soutien des beatmakers Animalsons et Fred. Le disque est certifié disque d'or en 2002, deux ans et un mois après sa sortie.
Ce disque est considéré par de nombreux journalistes et amateurs de rap comme l'un des plus grands albums de l'histoire du rap français.
Six morceaux de l'album apparaissent dans le top 100 des classiques du rap français de l'abcdr du son. Ainsi, Le silence n'est pas un oubli est à la 72ème place, Le son qui met la pression à la 70ème place, HLM 3 à la 64ème place, Civilisé à la 21ème place, La lettre à la 12ème place et Pas l'temps pour les regrets à la 6ème place.

## Liste des titres
| 1.    | Introduction                                     | Clément Dumoulin (Animalsons) | 2:00 |
| 2.    | Pas l'temps pour les regrets                     | Geraldo                       | 4:41 |
| 3.    | Groupe sanguin                                   | Craig J                       | 3:33 |
| 4.    | L'effort de paix (featuring Sir Doum's)          | Geraldo                       | 4:33 |
| 5.    | La lettre                                        | Cris Prolific                 | 4:50 |
| 6.    | Si tu kiffes pas...                              | Geraldo                       | 4:30 |
| 7.    | Têtes brûlées                                    | Geraldo                       | 4:18 |
| 8.    | 92i (featuring Malekal Morte)                    | Fred Dudouet                  | 5:47 |
| 9.    | HLM 3                                            | Marc Jouanneaux (Animalsons)  | 5:19 |
| 10.   | Le son qui met la pression                       | Fred Dudouet                  | 4:20 |
| 11.   | Avertisseurs                                     | Geraldo                       | 4:30 |
| 12.   | Le silence n'est pas un oubli (featuring Jockey) | Marc Jouanneaux (Animalsons)  | 4:57 |
| 13.   | Mauvais Œil                                      | Cris Prolific                 | 3:26 |
| 14.   | Civilisé                                         | Cris Prolific                 | 4:34 |
| 61:00 |                                                  |                               |      |

| Réédition | Réédition                                        | Réédition                     | Réédition | Réédition | Réédition | Réédition | Réédition | Réédition | Réédition |
| No        | Titre                                            | Compositeur(s)                | Durée     |           |           |           |           |           |           |
| --------- | ------------------------------------------------ | ----------------------------- | --------- | --------- | --------- | --------- | --------- | --------- | --------- |
| 1.        | Intro                                            | Clément Dumoulin (Animalsons) | 2:00      |           |           |           |           |           |           |
| 2.        | Pas l'temps pour les regrets                     | Geraldo                       | 4:41      |           |           |           |           |           |           |
| 3.        | Groupe sanguin                                   | Craig J                       | 3:33      |           |           |           |           |           |           |
| 4.        | L'effort de paix (featuring Sir Doum's)          | Geraldo                       | 4:33      |           |           |           |           |           |           |
| 5.        | La lettre                                        | Cris Prolific                 | 4:50      |           |           |           |           |           |           |
| 6.        | Si tu kiffes pas...                              | Geraldo                       | 4:30      |           |           |           |           |           |           |
| 7.        | Têtes brûlées                                    | Geraldo                       | 4:18      |           |           |           |           |           |           |
| 8.        | 92i (featuring Malekal Morte)                    | Fred Dudouet                  | 5:47      |           |           |           |           |           |           |
| 9.        | HLM 3                                            | Marc Jouanneaux (Animalsons)  | 5:19      |           |           |           |           |           |           |
| 10.       | Le son qui met la pression                       | Fred Dudouet                  | 4:20      |           |           |           |           |           |           |
| 11.       | Avertisseurs                                     | Geraldo                       | 4:30      |           |           |           |           |           |           |
| 12.       | Le silence n'est pas un oubli (featuring Jockey) | Marc Jouanneaux (Animalsons)  | 4:57      |           |           |           |           |           |           |
| 13.       | Mauvais Œil                                      | Cris Prolific                 | 3:26      |           |           |           |           |           |           |
| 14.       | Civilisé (Version originale)                     | Cris Prolific                 | 4:47      |           |           |           |           |           |           |
| 15.       | B.O (Banlieue ouest)                             | Geraldo                       | 5:33      |           |           |           |           |           |           |
| 66:46     |                                                  |                               |           |           |           |           |           |           |           |

## Samples
| Intro                         | Joan Pau Verdier, Amarum |
| Pas l'temps pour les regrets  | - Fairuz, Zahrat El Madaen - Detroit Emeralds, You're Getting a Little Too Smart                                                |
| L'effort de paix              | Michel Colombier & Pierre Henry, Jericho Jerk                                                                                   |
| La lettre                     | Dialogues extraits du film de Don Siegel, L'Évadé d'Alcatraz, avec Clint Eastwood                                               |
| Si tu kiffes pas              | - Carmine Coppola, The Godfathers at Home, B.O du film de Francis Ford Coppola , Le Parrain, 2e partie - Lunatic, Le crime paie |
| 92i                           | Hubert Laws, Passacaglia in C minor                                                                                             |
| Le son qui met la pression    | Paul Lewis, Homage to Doctor Jekyll (a)                                                                                         |
| Avertisseurs                  | Katsuhisa Hattori, B.O du premier film d'animation dérivé de la série Ken le Survivant                                          |
| Le silence n'est pas un oubli | John Surman, Edges of Illusion                                                                                                  |
| Civilisé (Version originale)  | Claude Debussy, Les parfums de la nuit                                                                                          |
| Civilisé (Remix)              | Du Whisky au Vichy, Serge Reggiani (Interprète), Claude Lemesle (Paroles), Alain Goraguer, Alice Dona (Musique)                 |
| B.O (Banlieue Ouest)          | La serveuse, Serge Lama (Paroles), Yves Gilbert (Musique)                                                                       |

## Classement
| Classement | Meilleure position |
| ---------- | ------------------ |
| France     | 10                 |

## Certifications
| Pays          | Certifications | Ventes     | Ventes   |
| Pays          | Certifications | Certifiées | Cumulées |
| ------------- | -------------- | ---------- | -------- |
| France (SNEP) | Or             | 100 000    | 180 000  |